# Ивановка (Козинская сельская община)
Ивановка (укр. Іванівка) — село в Козинской сельской общине Дубенского района Ровненской области Украины.
Население по переписи 2001 года составляло 457 человек. Почтовый индекс — 35533. Телефонный код — 3633. Код КОАТУУ — 5625887304.

## История
В 1946 г. Указом Президиума ВС УССР село Яновка переименовано в Ивановку.
До 2020 года входило в Радивиловский район.